# Südwind hadművelet
A Südwind („Déli szél”) hadművelet 1945. február 17. és 24. között lezajlott német hadművelet a Garam folyó mentén. Célja a szovjet csapatok Garam menti hídfőállásainak megsemmisítése volt.

## Története

### A hadművelet célja
A Frühlingserwachen hadműveletet egy kisegítő csapás előzte meg a Dunától északra, melynek a „Südwind” („Déli szél”) nevet adták. A német 8. hadsereg feladata az volt, hogy semmisítse meg a 2. Ukrán Front garami hídfőjét, mivel az ott lévő, Sumilov vezérezredes vezette 7. gárdahadsereg és a Kravcsenko vezérezredes vezette 6. gárda-harckocsihadsereg állandó veszélyt jelentett a Dunától délre harcoló német Balck-seregcsoport erőire.

### A támadó német egységek
- 1. SS-páncéloshadosztály
- 12. SS-páncéloshadosztály
- 44. Hoch und Deutschmeister birodalmi gránátoshadosztály
- 46. gyaloghadosztály
- 211. népi-gránátoshadosztály
- Feldhernnhalle nehézpáncélos-osztály

Az 1. Leibstandarte SS Adolf Hitler SS-páncéloshadosztály csapatait két harccsoportra osztották. Az egyik gyalogsági csoportosítás volt, amelyet Max Hansen SS-Standartenführer (SS-ezredes) vezetett, a másik pedig páncéloscsoport, amelynek parancsnoka Joachim Peiper SS-Obersturmbannführer (SS-alezredes) volt.

### A harcok lefolyása
Február 17-én szombaton 04 órakor megkezdődött a Déli szél hadművelet, amelyet kétórás tüzérségi előkészítés vezetett be. A német csoportosításoknak nagy gondot okozott az olvadás miatt felázott talaj és a megáradt Párizs-csatorna is. A német csapatok a nap folyamán Sárkányfalva településnél elérték a Párizs-csatornát és hídfőt létesítettek mindkét oldalon. Február 18-án a németek elfoglalták a Muzsla környékén lévő magaslatokat és Köbölkút keleti részét. Február 19-én a német csapatok betörtek Párkány északkeleti részébe, elfoglalták Béla és Nána települést, valamint Búcs és Bátorkeszi is német kézre került. A szovjet csatarepülőgépek támadásai lassították előrenyomulásukat. Február 21-én este kilenc órára komoly harcok közepette Kőhídgyarmat is német kézre került. A Garam menti hídfőjükben a szovjetek szívósan védekeztek. A harcok elhúzódtak. Február 22-én a németek elfoglalták Bart települést. Február 24-én tüzérségi előkészítés után megkezdődött a szovjet hídfő felszámolása. A németek elfoglalták Bény települést, majd késő délutánra Kéménd is a kezükbe került.

### A hadművelet mérlege
A német Dél Hadseregcsoport február 24-én 17 óra 20 perckor kapta meg a jelentést a német 8. hadseregtől, hogy a garami szovjet hídfőt felszámolták.
| Szovjetek vesztesége                                                 | Németek vesztesége                              |
| -------------------------------------------------------------------- | ----------------------------------------------- |
| 8800 fő (4000 halott, 700 hadifogoly, a többi sebesült, vagy eltűnt) | 6471 fő (969 halott, 4601 sebesült, 901 eltűnt) |
| 90 páncélos, 334 löveg és több haditechnikai eszköz                  | 87 páncélos                                     |

A harcok során bevetésre kerültek a német Panther és Panzer IV páncélosok mellett az 501. SS-nehézpáncélos-osztály és a Feldherrnhalle nehézpáncélos-osztály Tiger B nehézharckocsijai is szemben a szovjet T–34 közepes harckocsikkal. A német 4. légiflotta gépei mellett részt vettek a harcokban a magyar 101. vadászrepülő-ezred gépei, Heppes Aladár alezredes parancsnoksága alatt. Veszprémi bázisukról felszállva, Me-109-es vadászgépeikkel légi harcba kerültek a szovjet La–7, illetve Jak–9 vadászokkal, amelyek közül többet lelőttek. Az Fw 190-es csatarepülőgépek bombázták a felvonuló ellenséges szovjet csapatokat, tehergépkocsikat, menetoszlopokat, valamint szovjet tüzérségi állásokat is, tehát aktívan hozzájárultak a hadművelet sikeréhez. 